# 問い合わせ
| ウィキペディアには「問い合わせ」という見出しの百科事典記事はありません（タイトルに「問い合わせ」を含むページの一覧/「問い合わせ」で始まるページの一覧）。 代わりにウィクショナリーのページ「といあわせる」が役に立つかもしれません。 |